# Henri Lavielle
Pour les articles homonymes, voir Lavielle.
Henri Lavielle, né le 22 mai 1921 à Pontonx-sur-l'Adour et mort le 27 octobre 1980 à Saint-Paul-lès-Dax, est un homme politique français.

## Détail des fonctions et des mandats
- 12 mars 1967 - 30 mai 1968 : Député de la 2e circonscription des Landes
- 30 juin 1968 - 1er avril 1973 : Député de la 2e circonscription des Landes
- 11 mars 1973 - 2 avril 1978 : Député de la 2e circonscription des Landes
- 19 mars 1978 - 27 octobre 1980 : Député de la 2e circonscription des Landes
- Maire de Saint-Paul-lès-Dax de 1965 à 1980
- Président du Conseil général des Landes de 1976 à 1980